# Travers Robert Blackeley
Travers Robert Blackeley, britanski general, * 1899, † 1982.